# 學海書院

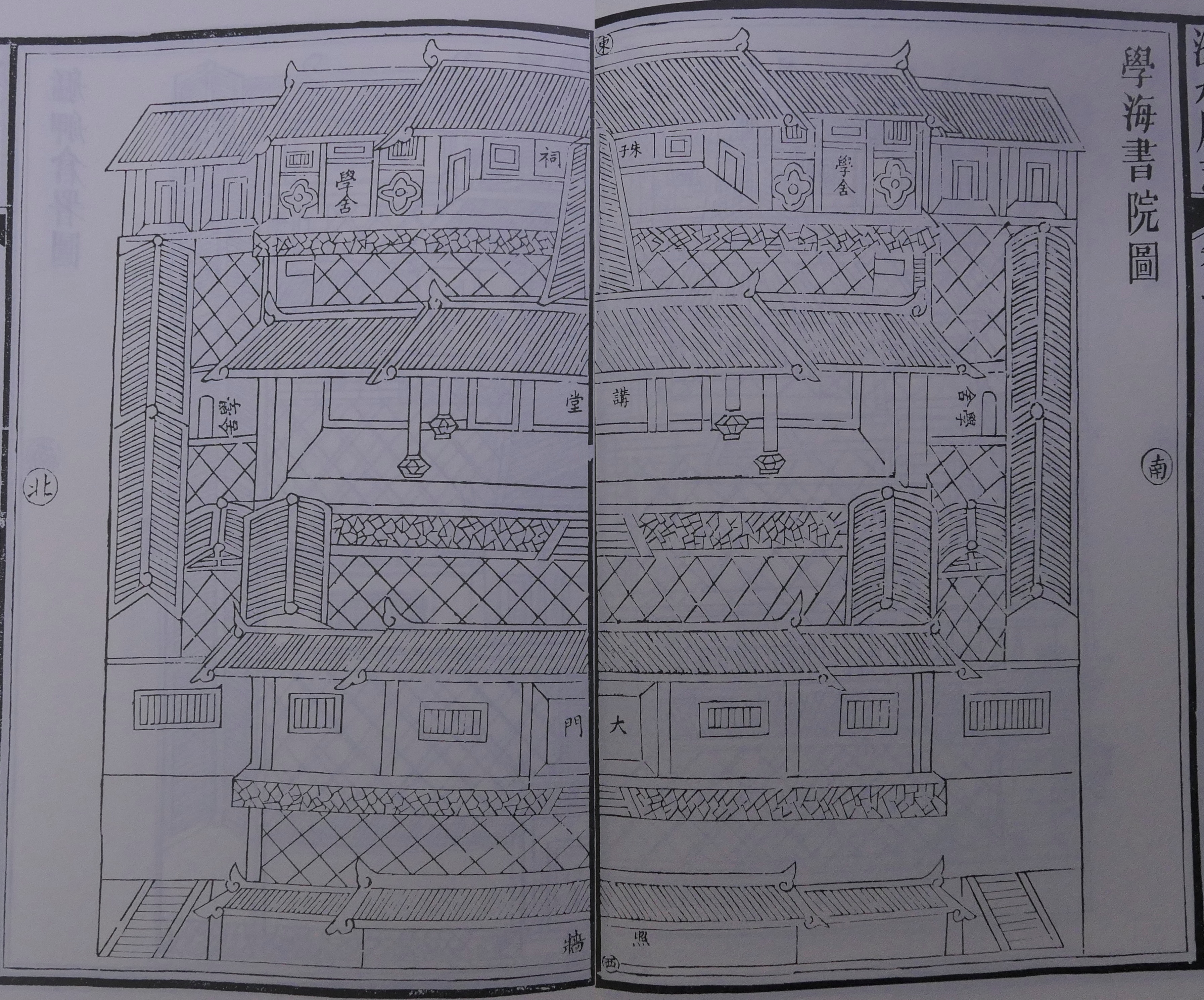
《淡水廳志》（1871年）的學海書院圖

學海書院初名文甲書院，位於台北市萬華區，乃清代台北盆地五座書院之一，目前則是台北市碩果僅存的一座書院建築，其它四座是明志書院、樹人書院、登瀛書院與明道書院。書院創建與學田的設置皆由歷任淡水同知主導。日治時代，書院被公家徵收並標售之，先由吳昌才標得，公元1908年掌管景美集應廟的高姓族人認為當地風水佳且建物古雅，承購後改作艋舺高氏大宗祖祠，改稱有繼堂迄今。

## 歷史
清治台灣212年間（1683年－1895年），全台所設立的書院，達六十所之多，依設立時間的順序，學海書院位列第四十三所。
道光十六年（1836年）淡水廳同知婁雲（浙江山陰人）到任，翌年，議建書院於艋舺祖師廟北畔，未能實行，同年再根據林國栳所捐獻在下崁庄的地基，計劃興建，董事為周智仁等人，因為涉及訴訟案件，牽延時日而未完成。
道光二十二年（1842年），曹謹（河南河內人，嘉慶十二年解元）由鳳山縣縣令升淡水廳同知，隔年捐出薪俸繼續完成婁雲未竟之舉，所謂「婁雲議建，曹謹續成」者是也；之後，凡涉及學海書院興建之資料，皆一并列出兩位淡水同知，為書院所投下時間與心力，用以表彰有功有德者，計前後費時七年，始克完成，最初命名為文甲書院。二十七年（1847年），閩浙總督劉韻珂賜名「學海書院」並立匾額，書匾額之同年，曹士桂（雲南文山人，道光二年舉人）署淡水同知，親自任學海書院的院長，惟到任纔九個月，以積勞成疾，卒於官。
學海書院最著名之院長為陳維英（1811年-1869年），居民都尊稱他為「陳老師」而不稱其名，他的居所叫做「老師府」
，可見他受人之景仰，實非一般之院長可比。同治三年（1864年），學海書院重修，翌年告竣，重修落成，院長陳維英題掛聯一對：「學知不足教知困自反自強古人云功可相長也；海祭於後河祭先或原或委君子曰本其當務之」目前這楹聯仍高高懸在正廳，乃學海書院之珍貴之歷史文物。
據《臺灣私法》記載，光緒十一年（1885年）劉銘傳曾親臨書院，獎勵諸生 ，可見書院影響淡水文風甚具關鍵。同治六年（1867年）同知嚴金清設立的艋舺義塾，以及光緒五年（1879年）設置的淡水縣學，皆權設於學海書院之內，是亦可見學海書院之規模以及其於北臺灣承荷教育之責。
馬關條約，臺灣割讓，學海書院與臺灣其他書院一樣，均遭日本人逐漸廢棄。《臺灣私法》云：「日據後本書院歸廢，院舍曾經充為學務部及日語學校員工宿舍。」宿舍後他遷，但於明治四十三年（1910年）標售其地，艋舺人吳昌才（1883-1928）標得，轉售高榮華，成為「高氏宗祠」。對此，詩人謝汝銓（1871-1953）賦〈茂才陳淑程知友〉詩云：「鹽務權分作富豪，老年猶自愛風騷。忍看學海淪書院，金碧祠堂築姓高。」

## 外部連結
- 學海書院 台北景點 玩全台灣旅遊網（页面存档备份，存于）